# Csillag Tamás (politikus)
Csillag Tamás (Szombathely, 1991 –) magyar gazdaságpolitikus, politikai tanácsadó, politikus, képviselőjelölt, a Momentum Mozgalom egyik alapító tagja, politikai tanácsadó az angliai Surrey County Councilnál. A 2019-es európai parlamenti választáson a párt EP-listájának negyedik helyén indult, de a csak a lista első két helyén álló jelölt jutott be. A 2022-es országgyűlési választáson a Momentum Mozgalom a külföldi magyarokat képviselő jelöltjeként a párt hetedik listás helyére nevezte meg.

## Életpályája
Csillag Tamás a szombathelyi Bolyai gimnáziumban érettségizett, majd Abu Dhabiban, New Yorkban és Londonban, a New York University hallgatójaként tanult.  Ezt követően a Central European University hallgatója volt. 2015 óta az Egyesült Királyságban él, ahol politikai tanácsadó a Surrey County Council-nál.

A Momentum Mozgalom egyik alapító tagja, a londoni Momentum-szervezet szervezője.
2017 augusztusában a Politicónak adott interjújában arról beszélt, hogy a kivándorolt magyarok milyen nehézségekkel találják szembe magukat ha szeretnék szavazni a választásokon.
2018. októberének egyik éjszakáján Csillag Tamás és tíz londoni magyar a helyi nagykövetség előtti aszfalton töltötte az éjszakát, tiltakozásul az új hajléktalanrendelet ellen.